# Reyer Venezia 1988-1989
Questa voce raccoglie le informazioni riguardanti la Reyer Venezia nelle competizioni ufficiali della stagione 1988-1989

## Stagione
La Reyer Venezia con sponsor Hitachi conclude il campionato regolare finendo al 15º posto su 16 squadre. La società viene retrocessa in A2. Da rilevare che arrivarono ai quarti di finale di Coppa Italia 1989

## Roster
- Ratko Radovanović
- Charlie Sitton
- Loris Barbiero
- Corrado Moffa
- Gianluca Lenoli
- Andrea Gianolla
- Tullio De Piccoli
- Roberto Nicoletti
- Carl Curry
- Massimo Guerra
- Fabio Bortolini
- Franco Binotto
- Ron Rowan[1]
- Allenatore: Marco Calamai[2]
- Vice allenatore: